# Факийска река
Факийска река тече в Югоизточна България, област Ямбол (община Болярово) и Област Бургас (общини Средец и Созопол).
Реката се влива в Мандренското езеро. Има дължина от 87,3 km, която ѝ отрежда 36-о място сред реките на България.

## Географска характеристика

### Извор, течение, устие
Факийска река извира от западната част на планината Странджа, на 463 m н.в. под името Гъркова река, на 1,7 km северно от село Странджа, Община Болярово. До село Голямо Буково тече в тясна безлесна долина – до село Момина църква на север, до село Факия – на североизток, а до село Голямо Буково – на изток. След последното село Факийска река навлиза в дълбока, тясна (на места каньоновидна) и залесена долина с множество меандри, като разделя ридовете Каратепе на северозапад и Босна на югоизток (части от Странджа). След заличеното село Раков дол долината ѝ се разширява, а след село Зидарово навлиза в Бургаската низина, като образува широка наносна долина. В този си участък коритото ѝ е коригирано с водозащитни диги. Влива се в южната част на Мандренското езеро на 1,5 km югозападно от село Димчево.

### Водосборен басейн, притоци
Площта на водосборния басейн на Факийска река е 641 km2. На северозапад водосборният ѝ басейн граничи с водосборния басейн на Средецка река, на югозапад – с водосборните басейни на реките Тунджа и Марица, а на югоизток – с водосборните басейни на реките Велека и Изворска река.
Основни притоци (→ ляв приток, ← десен проток):
- ← Върли дол
- → Крива река
- ← Олуджак
- ← Селска река
- ← Белевренска река (Селска река)
- ← Бялата река
- → Сарпасан
- → Дорбалийца
- ← Селския дол
- ← Селската река
- ← Малката река
- ← Селска река
- ← Даръдере
- → Юрта

### Хидроложки показатели
Реката се характеризира със силно изразена междугодишна и вътрешногодишна неравномерност. Пълноводието е през февруари-март. Лятно-есенните месеци август-октомври са маловодни. Поради засиленото влияние на Средиземно море, климатът в района има преходно-средиземноморски характер: максимален валеж през ноември-декември, минимален – през август, по-големи валежи през студените месеци на годината, сравнително по-висока средна годишна температура.
Средният годишен отток при село Зидарово е 4,84 m3/s

## Селища по поречието
По течението на реката са разположени 4 села в Област Бургас:
- в Община Средец: Момина църква, Факия, Голямо Буково;
- в Община Созопол: Зидарово, Габър

## Стопанско значение
Във водосборния басейн на Факийска река са изградени шест малки язовира, като два от тях са снети от отчет, от които се напояват 2425 декара земеделски земи. Изграден е изравнител при заличеното село Раков дол с обем W=3 000 000 m3 за водоснабдяване на „Промет“ ЕАД, чието годишно потребление възлиза на 10 000 000 m3.

## Топографска карта
- Лист от карта K-35-55. Мащаб: 1 : 100 000.
- Лист от карта K-35-67. Мащаб: 1 : 100 000.